# Sinocarum normanianum
Sinocarum normanianum är en flockblommig växtart som först beskrevs av Cauwet och Farille, och fick sitt nu gällande namn av Farille. Sinocarum normanianum ingår i släktet Sinocarum och familjen flockblommiga växter. Inga underarter finns listade i Catalogue of Life.